# غوران إيفانيسيفيش

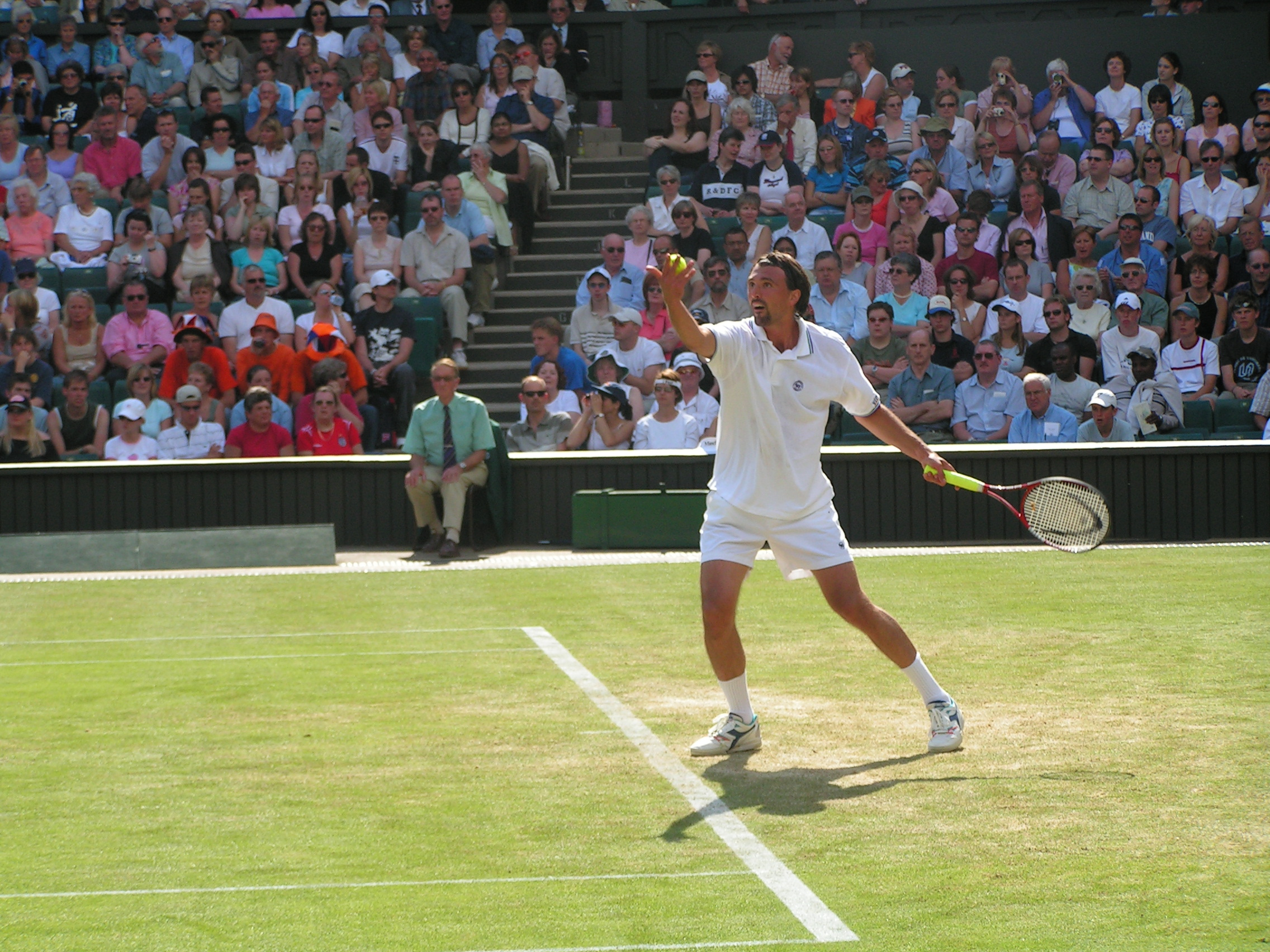
غوران إيفانيسيفيش

غوران إيفانيسيفيش (بالكرواتية: Goran Ivanišević) (13 سبتمبر 1971 في سبليت) هو لاعب كرة مضرب كرواتي سابق.
كان أبرز شيء في مهنته الرياضية هو فوزه في بطولة ويمبلدون فردي للرجال.
يمتاز غوران بالطول الفارع وقد أعطاه الطول ميزه الإرسال القوي ( الايس )
وقد فاز ببطولة ويبملدون بعد أن شارك فيها ببطاقة دعوه
بطاقة الدعوة توزع من اللجنة المنظمة للبطولة للاعبين لا يعطيهم تصنيفهم الحق في المشاركة.
]

## روابط خارجية
- غوران إيفانيسيفيش على موقع رابطة محترفي التنس (الإنجليزية)
- غوران إيفانيسيفيش على موقع الاتحاد الدولي لكرة المضرب (الإنجليزية)
- غوران إيفانيسيفيش على موقع كأس ديفيز (الإنجليزية)
- غوران إيفانيسيفيش على موقع قاعة مشاهير كرة المضرب الدولية (الإنجليزية)
- غوران إيفانيسيفيش على موقع بطولة ويمبلدون (الإنجليزية)
- غوران إيفانيسيفيش على موقع خلاصة التنس.كوم (الإنجليزية)
- غوران إيفانيسيفيش على موقع أوليمبيديا (الإنجليزية)